# Psilopa fannya
Psilopa fannya är en tvåvingeart som beskrevs av Dahl 1973. Psilopa fannya ingår i släktet Psilopa och familjen vattenflugor.
Artens utbredningsområde är Afghanistan. Inga underarter finns listade i Catalogue of Life.